# Geréb László (püspök)
Geréb László (1452 – 1502. június 26.) erdélyi katolikus püspök a 15. században. Mátyás király unokatestvére volt, és kalocsai érsekké nevezték, de meghalt beiktatása előtt.

## Élete
Geréb János erdélyi vajda és horogszegi Szilágyi Zsófia (Hunyadi János nejének nővére) fia. Olaszországi főiskolákon tanult. Mátyás király rokonát udvarába vette, budai préposttá s alkancellárrá nevezte ki. Mint ilyen befolyását nem egyszer felhasználta a tudomány érdekében. A leglényegesebb szolgálata ebben a tekintetben az volt, hogy 1473-ban Hess András nyomdászt Budára hívta s itt az első magyarországi könyvnyomtató műhely felállításához segédkezet nyújtott neki. A hálás könyvnyomtató első kiadványát (Budai krónika) Gerébnek ajánlotta.
1476-ban erdélyi püspökké nevezték ki, de csak ezt követően, 1489-ben szentelték pappá. 1479-ben ő is részt vett a kenyérmezei győzelemben. 1484-ben Mátyás javaslatára VIII. Ince pápa által pápai követté nevezte ki a törökök ellen viselt háború elősegítésére, és 1485-ben hatósága kiterjedt az egész magyar korona összes területére. 1486-ban élénk vitái voltak a nagyszebeni káptalannal, amelynek dékánja és causarum spiritualibus auditor generalisa halálával egyházi ékszereit a gyulafehérvári templomnak hagyta. Ezt azonban a káptalan nem akarta kiszolgáltatni; a per kimenetele ismeretlen.
Gerébet II. Ulászló is becsben tartotta, és 1498-ban a Szentgyörgyi Dénes magtalan halála által a koronára szállott nagyterjedelmű javakat neki ajándékozta és 1501-ben a kalocsai érsekségre emelte.
1500-ban ő is aláírta a Rákoson hozott országgyűlési törvénycikkelyeket. 1503-ban már nem volt az élők közt.